# Char de rupture
 (avril 2025).
Si vous disposez d'ouvrages ou d'articles de référence ou si vous connaissez des sites web de qualité traitant du thème abordé ici, merci de compléter l'article en donnant les références utiles à sa vérifiabilité et en les liant à la section « Notes et références ».
Pour un article plus général, voir char d'assaut.

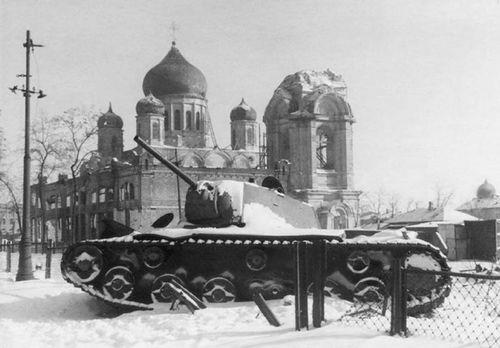
Char soviétique KV-1 à Rostov-sur-le-Don en 1943.

Le char de rupture, appelé également forteresse terrestre, est un type de chars d'assaut développé pendant l'entre-deux-guerres. Il avait pour mission d'emporter la décision par sa seule présence sur le champ de bataille, en contraignant l'ennemi au repli. Il est destiné à briser les formations blindées et les lignes de fortifications ennemies.
Il est conçu en association avec les autres types de chars (char de cavalerie, char d'infanterie).
Très peu de chars de rupture ont été développés, restant la plupart du temps à l'état de prototype, voire sur la planche à dessin.

## Historique

### Genèse pendant l'entre-deux-guerres
Après l'apparition du char d'assaut moderne lors de la Première Guerre mondiale, les stratèges militaires réfléchissent pendant l'entre-deux-guerres à l'usage qu'ils peuvent faire de cette nouvelle arme.
La première apparition en France de l'expression « char de rupture » se trouve dans le programme de chars de 1921 ; ils ont alors pour vocation de « prolonger l'action de l'artillerie avec une capacité de franchissement d'au moins 4 mètres, avec une aptitude à la lutte contre les blindés adverses ». Ce n'est qu'en 1926 que de premières spécifications précises sont établies : tonnage de 70 t, canon de 155 mm, capacité de franchissement de 4,5 m. Mais, jusqu'en 1938, les différents projets examinés varient beaucoup : le blindage initialement fixé à 6 cm passe à 10 cm, voire à 12 cm, ce qui entraine une augmentation du tonnage ; l'armement hésite sur le nombre et le calibre des canons, l'intérêt de mitrailleuses ou de lance-flammes ; la vitesse reste faible (6 à 10 km/h). Le projet « définitif » n'est validé qu'en avril 1940 alors que la guerre est déjà déclarée. Les spécifications sont alors : un blindage de 10 cm, un poids de 130 t, une capacité de franchissement de 4,5 m, une vitesse de 20 km/h, deux tourelles, l'une avec un canon de 90 mm, l'autre avec une pièce de 47 mm, huit mitrailleuses au total. Naturellement, compte tenu de l'offensive allemande, la production ne sera même pas commencée.

### Évolution durant la Seconde Guerre mondiale
Le deuxième conflit mondial révèle les limites du concept de char de rupture. Ses caractéristiques font certes de lui un rude adversaire, mais sa lenteur le rend vulnérable aux chars plus rapides suffisamment armés et aux frappes d'artillerie. De plus, l'évolution des performances de l'artillerie antichar en fait par la suite une cible facile.
Les chars soviétique KV comme le KV-1 sont une série de chars de ruptures soviétiques. Ils posent de lourds problèmes aux blindés allemands. Les ingénieurs du Troisième Reich ont dû concevoir d'autres chars plus puissants pour contrer ces chars au blindage épais, qui arrivent facilement à percer celui des Panzer I à III.
Le char de rupture constitue ainsi une étape importante dans l'histoire du char de combat, puisqu'il montre l'insuffisance d'un concept restreignant l'usage d'un char à une seule mission. Il va ainsi constituer un prédécesseur du char de combat principal.

## Caractéristiques
Le char de rupture de l'entre-deux-guerres possède deux caractéristiques principales :
- Sa puissance de feu : importante, elle permet au char de parer à toute rencontre ennemie, blindée ou non ;
- Son blindage : plutôt épais, il améliore sa capacité de survie sur le champ de bataille, face à une défense organisée pour le détruire.

L'ensemble de ces caractéristiques en font un char plutôt lourd, et donc lent. Par conséquent, cette mission échoit surtout aux chars de type char lourd. Elle aurait également convenu aux chars super-lourds, si ceux-ci avaient vu le jour. Il est conçu pour être utilisé en masse.

## Exemples
- Mark V, char britannique utilisé pendant la Première Guerre mondiale
- Mark VIII, char lourd de la Première Guerre mondiale de conception américano-britannique.
- FCM 2C, char super-lourd français conçu à la fin de la Première Guerre mondiale.

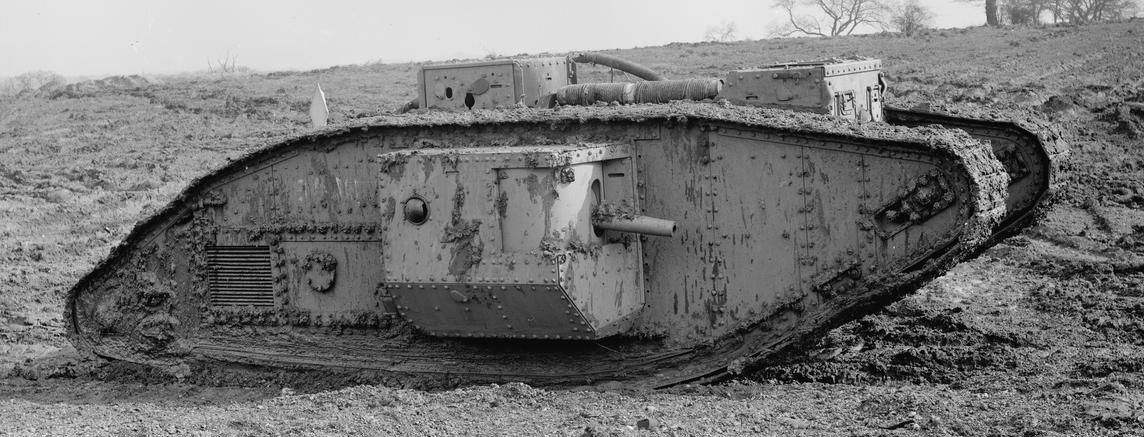
Mark V
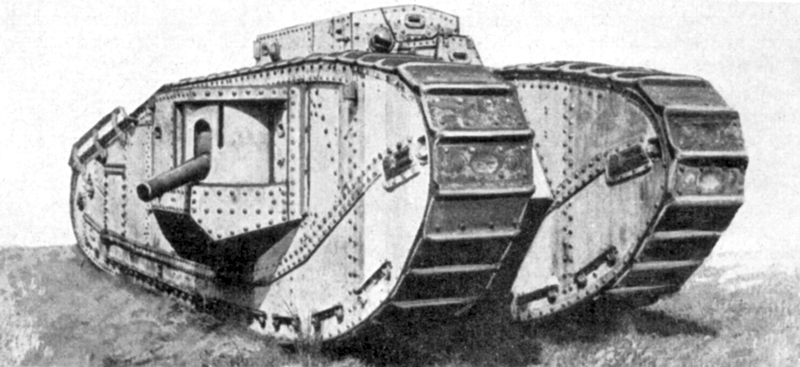
Mark VIII
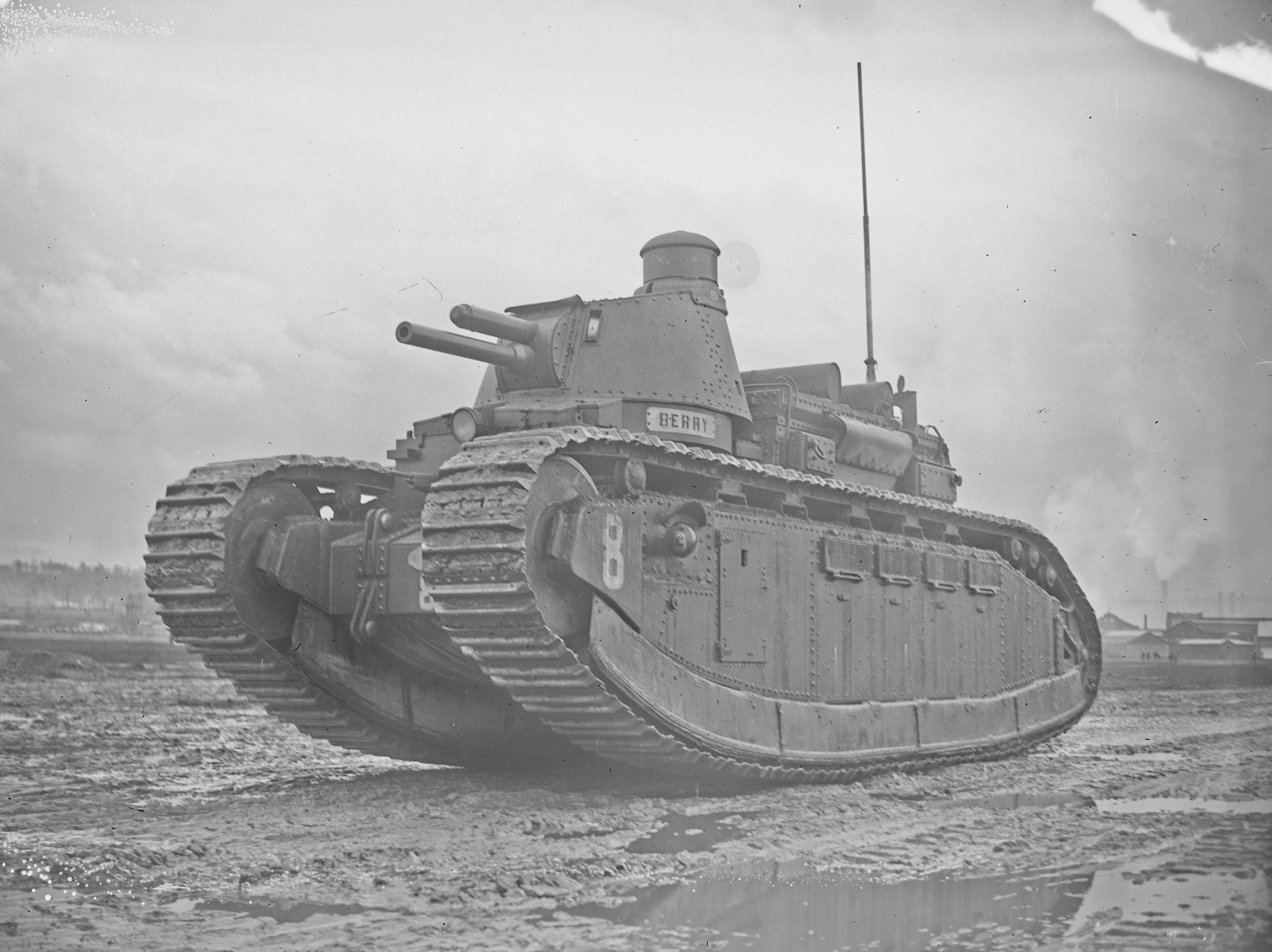
FCM 2C